# Vic Emery
Vic Emery   (Montreal, 28 de juny de 1933) fou un pilot de bob quebequès que va competir durant la dècada de 1960. Era germà del també pilot de bob John Emery.
El 1964 va prendre part en els Jocs Olímpics d'Hivern d'Innsbruck, on disputà les dues proves del programa de bob. Guanyà la medalla d'or en la prova de bobs a quatre, formant equip amb Peter Kirby, Douglas Anakin i John Emery, mentre en la prova del bob a dos fou quart.
En el seu palmarès també destaquen dues medalles al Campionat del món de bob, una d'or i una de bronze.